# Т-лимфотропный вирус человека
Т-лимфотропный вирус человека (англ. Human T-lymphotropic virus, HTLV) — серотип вида Т-лимфотропного вируса приматов из рода дельтаретровирусов (Deltaretrovirus), вызывающий у людей такие злокачественные новообразования лимфоидной и кроветворной тканей, как Т-клеточный лейкоз и Т-клеточную лимфому.
Т-лимфотропный вирус взрослых представляет собой штамм вируса, поражающий, в основном, взрослых людей. Близкородственным является вирус лейкоза крупного рогатого скота. Вероятно, что данный вирус принимает участие в патогенезе некоторых демиелинизирующих заболеваний, например, тропического спастического парапареза.
Геном Т-лимфотропного вируса человека является диплоидным и состоит из двух копий одноцепочных РНК, на которых в организме хозяина синтезируется одноцепочная и далее двуцепочная ДНК. Двуцепочная ДНК далее интегрируется в геном хозяина в виде провируса.

## Классификация
Известно о четырёх серотипах Т-лимфотропного вируса человека.

### HTLV I
Т-лимфотропный вирус человека первого типа (HTLV-I), также известный как вирус Т-клеточной лимфомы взрослых (ТЛВЧ-1), вызывает такие заболевания, как HTLV-I связанную миелопатию, гиперинфекцию, вызванную круглым червём Strongyloides stercoralis, а также вирусную лейкемию. По некоторым данным, у 4—5 % заражённых появятся злокачественные опухоли в результате активности этих вирусов.

### HTLV-II
Т-лимфотропный вирус человека второго типа (ТЛВЧ-2, HTLV-II) близкородственен Т-лимфотропному вирусу человека первого типа, HTLV-II имеет гомологию генома около 70 % по сравнению с HTLV-I.

### HTLV-III и IV
Термины HTLV-III и HTLV-IV используют для обозначения вирусов, описанных относительно недавно.
Эти вирусы были открыты в 2005 году в сельских районах Камеруна, они, вероятно, передавались от обезьян к охотникам через укусы и царапины.
HTLV-III подобен Т-лимфотропному вируса обезьян, (англ. Simian T-lymphotropic virus 3, STLV-III). Идентифицированы многочисленные штаммы.
Вирус экспрессирует многие белки нуклеокапсида — gag, pol, env.
Для данных типов Т-лимфотропных вирусов не показана передача между людьми и не доказана их патогенность по отношению к человеку.
Название HTLV-III ранее использовали для обозначения ВИЧ, а HTLV-IV для обозначения ВИЧ-2, но в настоящий момент эти названия вышли из обихода.